# Carlo Piana
Carlo Piana (n. 25 septembrie 1968, Omegna, Piemont, Italia) este un avocat italian, cel mai cunoscut ca un susținător al software-ului liber. A studiat dreptul la Universitatea din Milano. Piana practică dreptul IT din 1995, concentrându-se pe software, tehnologie, standardizare, protecția datelor și libertățile digitale în general. Este director juridic al Free Software Foundation Europe („FSFE").
Piana a fost implicat în unele dintre cauzele juridice fundamentale din Europa, cum ar fi lupta antitrust de lungă durată dintre Comisia Europeană și Microsoft, în care a reprezintat atât FSFE, cât și echipa Samba, standardizarea OOXML la ISO/IEC și, mai recent, a apărat Oracle în încercarea de achiziție a Sun Microsystems .
Piana este membru al comitetului editorial al International Free and Open Source Software Law Review ("IFOSS L. rev.")  și este membru al consiliului de administrație al Protocol Freedom Information Foundation (PFIF).
În 2008 a înființat o practică de consultanță independentă în domeniul dreptului IT, unde conduce un grup mic de avocați IT numit Array.